# Calymmaria nana
Calymmaria nana är en spindelart som först beskrevs av Simon 1897.  Calymmaria nana ingår i släktet Calymmaria och familjen panflöjtsspindlar. Inga underarter finns listade.